# Запечатление
Запечатле́ние, или импри́нтинг (от англ. imprint — оставлять след, запечатлевать, отмечать) — в этологии и психологии специфическая форма обучения; закрепление в памяти признаков объектов при формировании или коррекции врождённых поведенческих актов. Объектами могут являться родительские особи (выступающие и как носители типичных признаков вида), братья и сёстры (детёныши одного помёта), половые партнёры, пищевые объекты (в том числе животные-жертвы), постоянные враги (образ внешности врага формируется в сочетании с другими поведенческими условиями, например, предостерегающими криками родителей), характерные признаки обычного места обитания (рождения). Запечатление осуществляется в строго определённом периоде жизни (обычно в детском и подростковом возрасте), и его последствия чаще всего необратимы.
Наиболее изученная и показательная форма запечатления — «реакция следования» зрелорождающихся птенцов или детёнышей млекопитающих за родителями и друг за другом.

## История
Термин предложен Конрадом Лоренцем, который открыл явление запечатления, изучая серых гусей.

## Признаки запечатления
Закрепление признаков объектов происходит преимущественно на ранних этапах жизни, чаще всего вскоре после рождения, и возможно лишь в течение определённого, обычно весьма ограниченного, срока — «сенсибильного» (или «критического») периода. Как правило, результат запечатления с очень большим трудом поддаётся дальнейшему изменению («необратимость» результатов запечатления).
Термин «запечатление» в традиционной психологии употребляется в смысле фиксации определённой информации в памяти.
- возможно в достаточно ограниченный (сенсибильный; критический) период времени;
- совершается очень быстро (по результатам единственной встречи с объектом запечатления);
- характеризуется необратимостью
- происходит без пищевого или иного подкрепления.

## Возраст запечатления
Нередко полагают, что запечатление возможно только в самое первое время после рождения. Это ошибочное мнение, связанное с наблюдениями за животными, детёныши которых появляются на свет уже почти самостоятельными (многие птицы, ягнята, козлята и морские свинки).
Критический период, также называемый «чувствительный возраст», для цыплят и гусят длится всего один день. При этом у утят[Сколько длится, тоже один день?] наиболее чувствительным был период начиная с 13-16 часов после появления на свет.
У тех видов, детёныши которых появляются на свет в беспомощном состоянии (собаки, кошки, воробьи, голуби, кенгуру и особенно у приматов), критический возраст сильно растянут и отодвинут на более поздние сроки. Слабые и беспомощные, подчас слепые новорождённые этих видов длительное время нуждаются в тесном контакте с матерью. Они не в состоянии самостоятельно существовать в естественных условиях, различные фазы запечатления растянуты иногда на годы (вплоть до возраста полового созревания).
К поздним формам запечатления относится запечатление матери на детёныша, например у коз. Мать должна научиться узнавать козлёнка сразу после рождения, иначе она может отказаться вскармливать его. Достаточно отлучить мать от козлёнка на два часа, и она может не признать его и отказаться его кормить. Коза руководствуется, главным образом, запахом детёныша[где указано, что это главный способ?]. Запечатление она получает также через вомероназальный орган, облизывая и обнюхивая новорожденного. Чувствительный период в этом случае очень ограничен во времени.
Известно о том, что у птенцов запечатление начинается и может осуществиться ещё до рождения, когда зародыш ещё находится в яйце. Например, у крякв (вид уток) самка во время насиживания яиц издает характерное кряканье, а утята, находящиеся в яйце, запечатляются на этот звук. Когда утята вылупятся, они бегут на голос, где бы ни находилась их крякающая мать. Примечание: у инкубаторских птенцов данный рефлекс не вырабатывается в одном случае — если они выращиваются обособленно друг от друга и у них не работают голосовые связки. В противном случае происходит перекрёстное запечатление — от матери, от соседей, от самого себя (опыт Дж. Готтлиба).
В американской психологии Е. Хесс сформулировал эмпирический «закон усилия»: сила запечатления возрастает по логарифмическому закону от количества усилий, затраченных животным в период запечатления.

## Запечатление у человека
Нейролог и психолог Тимоти Лири выделил четыре главных запечатления у человека: оральный, территориально-эмоциональный, семантический или вербальный, и социополовой. В цифровой среде отдельно выделяется «синдром утёнка» — когнитивное искажение, характеризующееся импринтингом на первую версию интерфейса, с которой человек столкнулся.

## Половое запечатление
В книге «Выбор полового партнера» Д. Майнарди показал, что запечатление определяет развитие внутривидового полового влечения. Он пишет: «С той поры и по сегодняшний день было изучено множество случаев, поясняющих, каким образом даже при наличии полиморфизма животные находят себе пару, руководствуясь навыками, полученными в раннем возрасте. Это касается птиц, млекопитающих, рыб, а возможно, и насекомых».

### Половое запечатление у животных
Половое запечатление (англ. sexual imprinting) — процесс, в котором молодое животное определяет характеристики подходящего полового партнёра. Например, самец зебровой амадины (Taeniopygia guttata) выбирает внешность самки, как партнёра, нежели полового партнёра, подобного самому себе[уточнить]. А самец или самка хищной птицы, выращенной человеком (сразу с момента появления птенца из яйца), будет в дальнейшем пытаться спариваться с людьми.

### Запечатление и половое поведение человека
Запечатление, в отличие от условного рефлекса, отвечает за быстрое образование чрезвычайно устойчивых следов в психике, иногда даже после однократного переживания.
Если определённый раздражитель подействует в критические моменты формирования личности, он легко запечатлевается в психике, приобретая необычайную яркость и стойкость по сравнению с другими раздражителями. Это запечатление в дальнейшем сильно определяет поведение человека в тех или иных ситуациях.
Сексуальное запечатление относительно неодушевленных объектов — одно из популярных объяснений фетишизма.

## Эффект десенсибилизации по Вестермарку
Противоположным вариантом полового запечатления является так называемый десенсибилизирующий эффект Вестермарка, открытый антропологом Эдвардом Вестермарком — лица разного пола, воспитывавшиеся вместе в первые годы жизни, (в норме) чаще всего и в дальнейшем не испытывают сексуального влечения друг к другу.

### Вестермарк против Фрейда
З. Фрейд полагал, что члены одной семьи имеют естественное сексуальное влечение друг к другу, что заставляет общество налагать табу на инцест, а Вестермарк исходит из противоположной точки зрения, что табу возникает естественно и самопроизвольно, как компонент эпигенетического восприятия. Однако многие психоаналитики продолжают поддерживать концепцию Фрейда.

## Механизмы запечатления
Существует теория, согласно которой в нервной системе имеется так называемый врождённый механизм высвобождения. Чтобы привести его в действие, необходимы рецепторные раздражители (зрительные, обонятельные, тактильные или иные), индивидуальные для каждого вида животных и запрограммированные генетически. В монографии Г. Хорна приводятся результаты экспериментов по определению отдела мозга, который отвечает за запечатление. Животному вводили вещество, меченое радиоактивным изотопом и на радиографах отслеживали это вещество в РНК. Также существует и другой метод: в организм вводится 2-дезоксиглюкоза и по накоплению её в организме определяется активность.
Оба метода доказали, что медио-вентральный гиперстриатум — именно та область, которая отвечает за формирование запечатления.